# Madama Butterfly

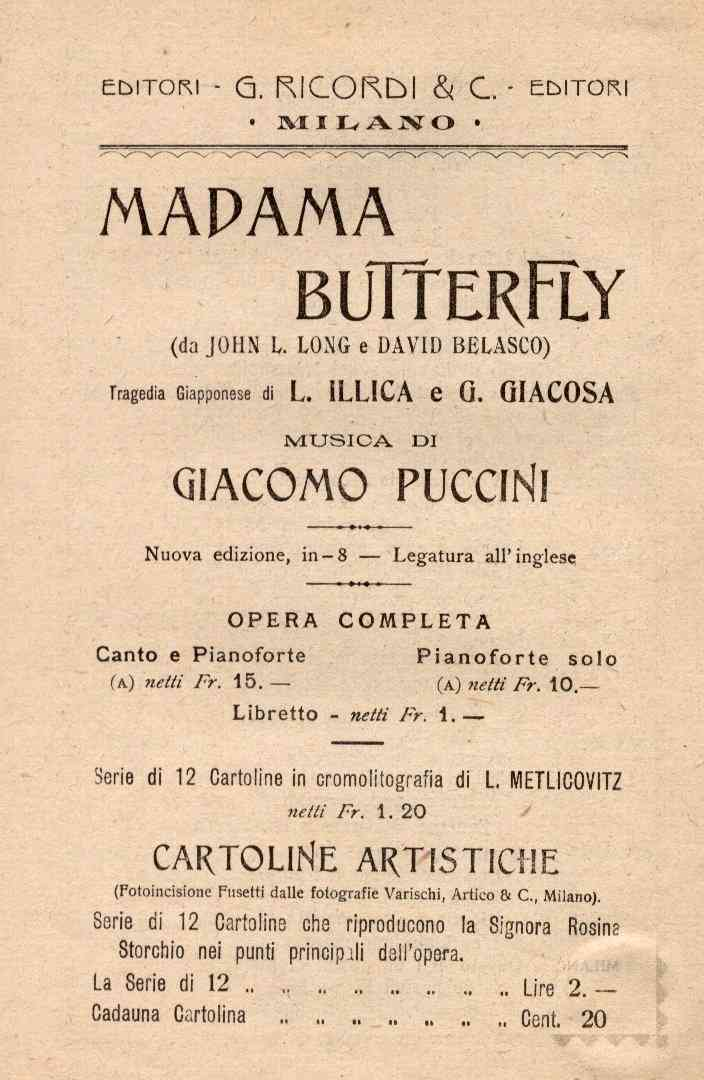
Vở opera Madama Butterfly được xuất bản vào năm 1920

Madama Butterfly là vở opera nổi tiếng của nhà soạn nhạc người Ý Giacomo Puccini. Puccini đã sáng tác nó trong các năm 1901–1903, khi đó tác phẩm chỉ có 2 màn. Lời được viết bởi Giuseppe Giacosa và Luigi Illica phỏng theo kịch của Belasco, rút từ truyện của J.L.Long (dựa trên một sự kiện có thật). Vở opera được trình diễn lần đầu tiên tại thành phố Milan vào năm 1904. Sau đó, Madama Butterfly được viết lại. Màn thứ hai được chia thành 2 phần với 1 quãng nghỉ ở giữa. Phiên bản mới này được trình diễn lần đầu tiên tại Brescia 3 tháng sau khi ra đời. Tiếp theo, tác phẩm này lại được Puccini viết lại. Phiên bản thứ ba được biểu diễn lần đầu tiên tại Paris, Pháp vào năm 1906 và nó còn được biểu diễn cho đến bây giờ.

## Âm thanh
| Aria Ancora un passo trích từ màn 1 vở opera Madama Butterfly |  |
|                                                               |  |
|                                                               |  |